# Emanuelle and the Last Cannibals
Emanuelle en the Last Cannibals (Italiaans: Emanuelle e gli Ultimi Cannibali) is een Italiaanse sexploitatie-kannibalenfilm geregisseerd door Joe D'Amato uit 1977. De film gaat over Emanuelle (Laura Gemser), een fotojournalist die een vrouw ontdekt in een psychiatrisch ziekenhuis die kannibaal gedrag vertoont en een tatoeage van een veronderstelde uitgestorven Amazone-stam op haar onderbuik heeft.

## Synopsis
Terwijl Emanuelle in het geheim onderzoek doet in een psychiatrisch ziekenhuis, ontdekt ze een meisje dat opgevoed lijkt te zijn door een veronderstelde uitgestorven kannibalenstam uit de Amazonen. Hierdoor geïntrigeerd reist Emanuelle samen met professor Mark Lester (Gabriele Tinti) en een team naar het gebied waar zij ontdekken dat deze kannibalen nog leven, en dat zij en haar metgezellen niet bepaald welkome gasten zijn.

## Rolverdeling
| Acteur             | Personage                                       |
| ------------------ | ----------------------------------------------- |
| Laura Gemser       | Emanuelle                                       |
| Gabriele Tinti     | Professor Mark Lester                           |
| Mónica Zanchi      | Isabelle Wilkes                                 |
| Nieves Navarro     | Maggie McKenzie                                 |
| Donald O'Brien     | Donald McKenzie                                 |
| Percy Hogan        | Salvadore                                       |
| Annamaria Clementi | Zuster Angela                                   |
| Geoffrey Copleston | Wilkes (Isabelles vader)                        |
| Hal Yamanouchi     | Manolo (gids) (onvermeld)                       |
| Cindy Leadbetter   | Kannibalenmeisje in inrichting (onvermeld)      |
| Joe D'Amato        | Psychiater in gesprek met Emanuelle (onvermeld) |